# 16 Dywizjon Rakietowy Obrony Powietrznej
16 dywizjon rakietowy Obrony Powietrznej (16 dr OP) – samodzielny pododdział Wojsk Obrony Przeciwlotniczej Wojsk Lotniczych i Obrony Powietrznej.
Dywizjon stacjonował w Bukownie, podlegał dowódcy 1 Brygady Rakietowej Obrony Powietrznej Kraju. Dywizjon został rozformowany w 1989 roku.

## Historia
Zgodnie z rozkazem MON nr 005/Oper. z dnia 28 stycznia 1961, następnie zarządzeniem Szefa Sztabu Generalnego WP Nr 0012/Org. z dnia 9 lutego 1962 i rozkazem dowódcy 1 Korpusu OPK Nr 0030/Org. z 26 marca 1962, przystąpiono do formowania 16 dywizjonu ogniowego artylerii rakietowej na bazie rozformowanych 96 i 89 pułku artylerii przeciwlotniczej.
Zasadniczym sprzętem bojowym dywizjonu był PZR SA-75 Dźwina.

Dywizjon włączony został w system dyżurów bojowych Wojsk OPK razem z 13 DA OPK w 1964 roku.

## Dowódcy dywizjonu
- mjr Jan Kozioł – 1962–1968
- mjr Ryszard Rząsa – 1968–1970
- mjr Alfred Wysłych – 1970–1973
- kpt. Jan Jurko – 1973–1975
- ppłk Jan Foszczyński – 1975–1978
- ppłk Bronisław Wajda – 1978–1989

## Podległość
- 13 Dywizja Artylerii Obrony Powietrznej Kraju im. Powstańców Śląskich – 1962–1967
- 1 Dywizja Artylerii Przeciwlotniczej Obrony Powietrznej Kraju im. Powstańców Śląskich – 1967–1988
- 1 Brygada Rakietowa Obrony Powietrznej Kraju – 1988–1989